# Ron Canada
Ronald Ellis Canada (n. 3 mai 1949, New York City, New York, SUA) este un actor american cel mai cunoscut pentru portretizarea unor judecători și detectivi. Este cel mai cunoscut pentru One on One (2001–2004), Lege și Fărădelege  (The Shield, 2003–2004) și Lone Star (1996).

## Filmografie

### Film
| Titlu | An                                                              | Rol                                         | Note              |
| ----- | --------------------------------------------------------------- | ------------------------------------------- | ----------------- |
| 1983  | The Man Who Wasn't There                                        | Barker                                      |                   |
| 1983  | D.C. Cab                                                        | Police Officer #4                           |                   |
| 1986  | Good to Go                                                      | Stooper                                     |                   |
| 1987  | Adventures in Babysitting                                       | Graydon                                     |                   |
| 1987  | Heart                                                           | Talk Show Guest                             |                   |
| 1988  | Arthur 2: On the Rocks                                          | Bartender                                   |                   |
| 1990  | Downtown                                                        | Lowell Harris                               |                   |
| 1990  | The Last of the Finest                                          | Cregan                                      |                   |
| 1992  | Honey, I Blew Up the Kid                                        | Marshall Brooks                             |                   |
| 1992  | Play Nice                                                       | Coroner                                     |                   |
| 1992  | Home Alone 2: Lost in New York                                  | Cop in Times Square                         |                   |
| 1993  | Barbarians at the Gate                                          | Vernon Jordan                               |                   |
| 1994  | Getting Even with Dad                                           | Zinn                                        |                   |
| 1994  | Without Warning                                                 | Terrence Freeman                            |                   |
| 1995  | Man of the House                                                | Bob Younger                                 |                   |
| 1995  | Above Suspicion                                                 | Captain Lindsay                             |                   |
| 1995  | The American President                                          | Lloyd                                       |                   |
| 1996  | Lone Star                                                       | Otis "Big O" Payne                          |                   |
| 1996  | Pinocchio's Revenge                                             | Barry                                       |                   |
| 1998  | Nick Fury: Agent of SHIELD                                      | Gabe Jones                                  | Film TV           |
| 1998  | Park Day                                                        | Mr. Joseph Johnson                          |                   |
| 1999  | In Too Deep                                                     | Dr. Bratton                                 |                   |
| 2000  | Death of a Dog                                                  | Hassan                                      |                   |
| 2001  | Thank Heaven                                                    | Joseph Johnson                              |                   |
| 2003  | The United States of Leland                                     | Elden                                       |                   |
| 2003  | The Hunted                                                      | FBI Special Agent-in-Charge Harry Van Zandt |                   |
| 2003  | The Human Stain                                                 | Herb Keble                                  |                   |
| 2004  | National Treasure                                               | Guard Woodruff                              |                   |
| 2005  | Cinderella Man                                                  | Joe Jeanette                                |                   |
| 2005  | Wedding Crashers                                                | Randolph, the Clearys' Butler               |                   |
| 2005  | Just Like Heaven                                                | Dr. Walsh                                   |                   |
| 2006  | Islander                                                        | T. Hardy                                    |                   |
| 2006  | Paved with Good Intentions                                      | Garrett Balden                              |                   |
| 2007  | Snowglobe                                                       | Antonio Moreno                              |                   |
| 2008  | Ocean of Pearls                                                 | Dr. Wiiliam Ballard                         |                   |
| 2008  | Noble Things                                                    | Moses                                       |                   |
| 2008  | The Haunting of Molly Hartley                                   | Mr. Bennett                                 |                   |
| 2009  | Bob Funk                                                        | Smiley                                      |                   |
| 2012  | Lake Effect                                                     | Winchester                                  |                   |
| 2013  | Life Tracker                                                    | Uriel Patterson                             |                   |
| 2014  | Child of Grace                                                  | Doctor                                      |                   |
| 2015  | Ted 2                                                           | Judge Matheson                              |                   |
| 2015  | Gold Peak Tea: Take Me Home Contest                             | Voice                                       | Scurtmetraj video |
| 2015  | After Words                                                     | Nelson                                      |                   |
| 2017  | The Discovery                                                   | Cooper                                      |                   |
| 2017  | Crown Heights                                                   | Judge Marcy                                 |                   |
| 2018  | Bully                                                           | Mr. 'Action' Jackson                        |                   |
| 2020  | Frederick Douglass Boulevard aka Food & Drink Boulevard aka FDB | Karl                                        | Scurtmetraj       |
| 2020  | The Empty Man                                                   | Detectiv Villiers                           |                   |
| 2021  | The Kinjiku                                                     | Gerome                                      | Scurtmetraj       |

### Televiziune
| An        | Titlu                             | Rol                                      | Note                                                              |
| --------- | --------------------------------- | ---------------------------------------- | ----------------------------------------------------------------- |
| 1989      | Dallas                            | Dave Wallace                             |                                                                   |
| 1990      | Cheers                            | Agent Munson                             |                                                                   |
| 1991      | Stat                              | Anderson "Mary" Roche                    |                                                                   |
| 1992      | A Different World                 | Grover James                             |                                                                   |
| 1992      | Star Trek: The Next Generation    | Martin Benbeck                           | Episodul: "Societatea perfectă"                                   |
| 1992      | Doogie Howser, M.D.               | Ofițer Wilbur                            |                                                                   |
| 1992      | L.A. Law                          | David Ellis                              |                                                                   |
| 1993      | NYPD Blue                         | Zeke Odell                               |                                                                   |
| 1994      | Murphy Brown                      | Sergeant Foley                           | Episodul: "Crime Story"                                           |
| 1994      | Babylon 5                         | Capt. Ellis Pierce                       | Episodul: "A Voice in the Wilderness, part 2"                     |
| 1995      | Living Single                     | Lanny Freedan                            |                                                                   |
| 1995      | Family Matters                    | Dave McClure                             | Episodul: "Walking My Baby Back Home"                             |
| 1996      | Star Trek: Deep Space Nine        | Ch'Pok                                   | Episodul: "Reguli militare"                                       |
| 1996      | Murder One                        | Judge Orrin Bell                         |                                                                   |
| 1996–1997 | Tracey Takes On...                | Lawrence                                 |                                                                   |
| 1999      | Star Trek: Voyager                | Fesek                                    | Episodul: "Colosul"                                               |
| 2000      | City of Angels                    | Dr. Ethan Carter                         |                                                                   |
| 2001–2004 | One on One                        | Richard Barnes (father of Flex)          |                                                                   |
| 2001      | The X-Files                       | Det. Franklin Potter                     | Episodul: "Empedocles"                                            |
| 2001-2002 | Philly                            | Judge Henry Griffin                      |                                                                   |
| 2002      | Frasier                           | Judge Anderson                           | Episodul: "The Ring Cycle"                                        |
| 2003–2004 | The Shield                        | LAPD Chief of Police Tom Bankston        |                                                                   |
| 2003–2006 | The West Wing                     | Under Secretary of State Theodore Barrow |                                                                   |
| 2003      | CSI: Crime Scene Investigation    | Gerry Barone                             | Episodul: "Fight Night"                                           |
| 2004–2005 | Jack & Bobby                      | Adult Marcus Ride                        |                                                                   |
| 2006      | Weeds                             | Joseph                                   |                                                                   |
| 2006      | 7th Heaven                        | Dr. Sergey Barker                        |                                                                   |
| 2006–2007 | Ugly Betty                        | Senator Slater                           |                                                                   |
| 2006–2008 | Boston Legal                      | Judge Willard Reese                      |                                                                   |
| 2007      | Stargate SG-1                     | Quartus                                  |                                                                   |
| 2008      | Law & Order                       | Mr. Fuller                               | Episodul: "Bottomless"                                            |
| 2009      | The Mentalist                     | Philip Raimey                            | Episodul: "Red Scare"                                             |
| 2011      | Let's Stay Together               | Garrison Lawrence                        |                                                                   |
| 2011      | The Closer                        | Judge Gerald Blake                       | Episodul: "Fresh Pursuit"                                         |
| 2013      | The Office                        | Mr. Haskins                              | Episodul: "The Farm"                                              |
| 2013      | Blue Bloods                       | Deputy Director Tom Mason                |                                                                   |
| 2014      | Elementary                        | Mr Rose                                  | Episodul: "The Hound of the Cancer Cells"                         |
| 2014      | Grimm                             | Stan Kingston                            |                                                                   |
| 2015      | The Strain                        | Mayor George Lyle                        |                                                                   |
| 2015      | The Affair                        | Judge Polk                               | 2.4                                                               |
| 2016      | Madam Secretary                   | Cameroonian Ambassador Jean Aissatou     | Episodul: "Desperate Remedies"                                    |
| 2017      | Designated Survivor               | Reverend Dale                            |                                                                   |
| 2017      | The Good Fight                    | Andrew Hart                              | Episoadele: "Not So Grand Jury" and "The Schtup List"             |
| 2017–2019 | The Orville                       | Admiral Tucker                           | Episoadele: "Sanctuary", "Majority Rule" și "Command Performance" |
| 2018      | Bull                              | Judge Miles Skurnick                     | Episodul: "Survival Instincts"                                    |
| 2018      | Seven Seconds                     | Pastor Adler                             |                                                                   |
| 2018      | Tom Clancy's Jack Ryan            | D.N.I. Bobby Vig                         |                                                                   |
| 2018      | House of Cards                    | Vincent Abruzzo                          | Episodul 67, 68 & 72                                              |
| 2022      | Law & Order: Special Victims Unit | Coleman Green                            | Episodul: "Tangled Strands of Justice"                            |
| 2022      | The Best Man: The Final Chapters  | Wellington                               | Episoadele: "Paradise", "The Wedding" și "The Invisible Man"      |

### Reclame
| An   | Titlu                             | Rol  |
| ---- | --------------------------------- | ---- |
| 2016 | Gold Peak Tea: Home Brew Delivery | Voce |
| 2016 | Gold Peak Tea: Take Me Home       | Voce |

### Radio
| An   | Titlu                          | Rol                    |
| ---- | ------------------------------ | ---------------------- |
| 2021 | Marvel's Wastelanders: Hawkeye | Abner Jenkins / Beetle |

### Jocuri video
| Titlu | An                                  | Rol              | Note |
| ----- | ----------------------------------- | ---------------- | ---- |
| 2004  | Ground Control II: Operation Exodus | Drahk'Mar Vicath | Voce |